# Revolta lui Bar Kohba
Revolta lui Bar Kohba a avut loc în Iudeea în perioada 132-135 d.H., fiind condusă de Shimon Bar Kohba.

## Date istorice

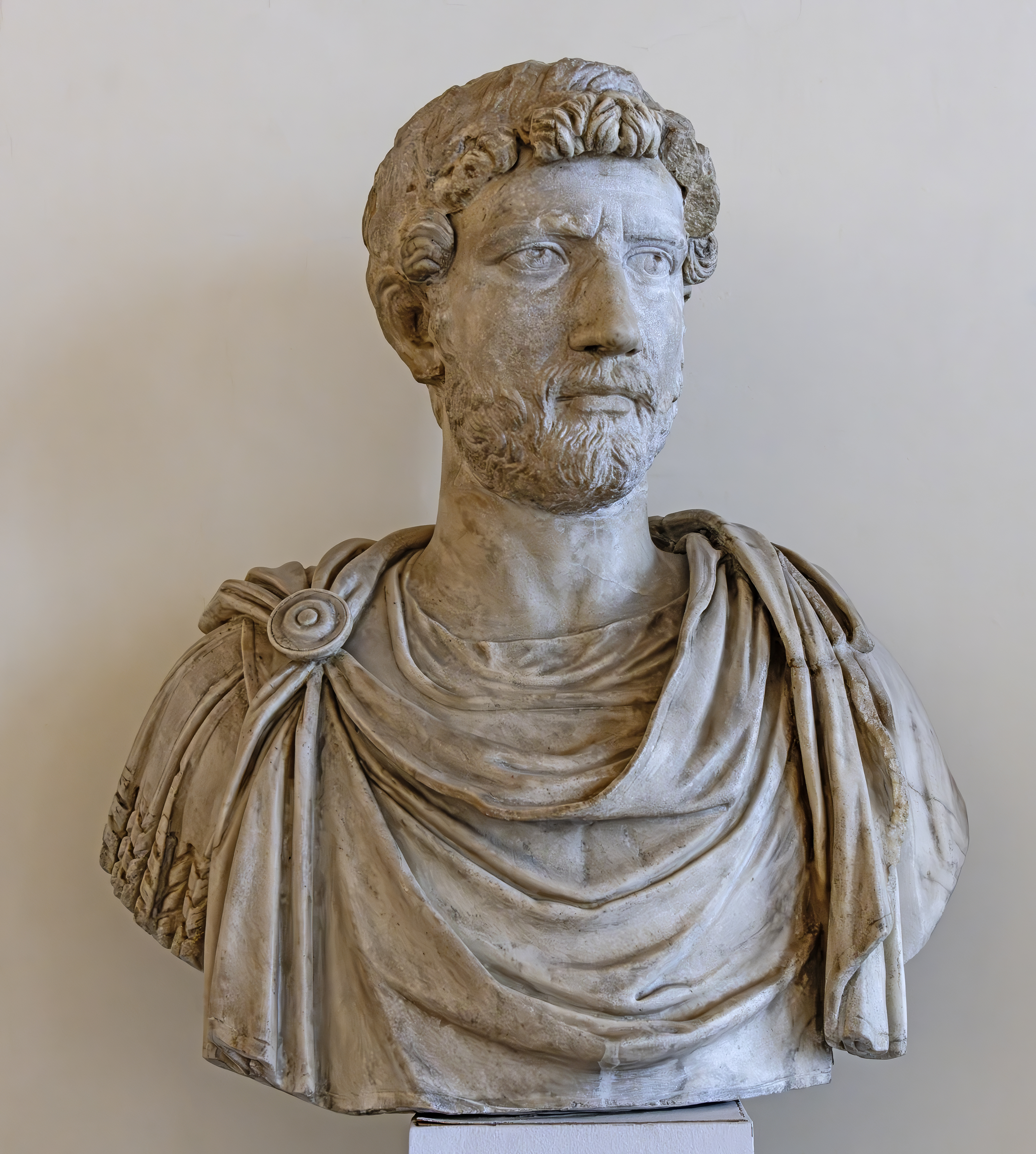
Hadrian, împărat roman (76-138), bust.

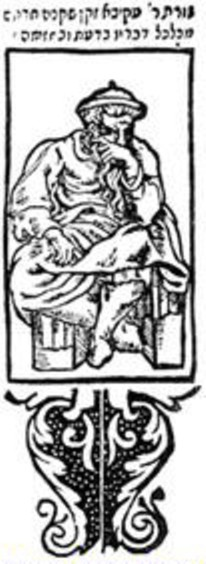
Raby Akiba (Akiba ben Joseph), gravură ilustrativă în Hagada din Mantova, 1568.

După plecarea lui Hadrian din Iudeea, evreii și-au început rebeliunea pe scară largă. Bar Kohba a bătut monede pe care scria ,,Libertate Israelului” și începuse să fie considerat Mesia cel așteptat al evreilor.
Succesul său inițial a fost considerabil, deoarece, pentru a-i învinge pe evrei Roma a pus în luptă inițial trei legiuni (aproximativ 50.000 de soldați) pentru a opri rebeliunea, dar după distrugerea Legiunei a XXII-ea Deioteriana, este posibil că romanii au antrenat în lupte și alte  legiuni. Printre legiunile care au participat la luptă se numără Legiunea VI Ferrata, Legiunea X Fretensis și Legiunea XXII Deioteriana. Legiunea XXII Deioteriana a fost probabil anihilată, deoarece nu există altă indicație a existenței acestei legiuni după acest război. De asemenea, este posibil ca la acest război să fi participat și Legiunea III Cyrenaica, Legiunea III Gallica și Legiunea IV Scythica. Războiul a durat trei ani până în anul 135 d.H. Bătălia finală s-a dat la Betar, sediul general al lui Bar Kohba. După luptă aprigă, terminată într-o baie de sânge cu învingerea totală a răsculaților, luptatorii evrei au fost schingiuiți, crucificați, iar restul populației a fost trimisă în robie.